# Jolande Jacobi
Jolande Jacobi (Budapest, Hungría, 25 de marzo de 1890-Zúrich, Suiza, 1 de abril de 1973) fue una psicóloga suizo-alemana, mejor recordada por su trabajo con Carl Gustav Jung y sus escritos sobre psicología junguiana.

## Biografía
Desarrolló parte de su vida en Budapest, Zúrich y Viena. Sus padres eran judíos pero Jacobi se convertiría posteriormente al catolicismo.
Entre sus trabajos destaca la obra La psicología de Carl Gustav Jung. Una introducción.
Jacobi conocería a Jung en 1927, convirtiéndose a posteriori en un factor influyente en el establecimiento del C.G. Jung-Institut Zürich en 1948.

## Obra
- Die Psychologie von C. G. Jung. Eine Einführung in das Gesamtwerk. Rascher, Zürich 1940; 5. erg. A. ebd. 1967
- Komplex, Archetypus, Symbol in der Psychologie C. G. Jungs. Rascher, Zürich 1957
- Der Weg zur Individuation. Rascher, Zürich 1965
- Frauenprobleme, Eheprobleme. Rascher, Zürich 1968
- Vom Bilderreich der Seele. Wege und Umwege zu sich selbst. Walter, Olten 1969
- Die Seelenmaske. Einblicke in die Psychologie des Alltags. Walter, Olten 1971

## Edición en castellano
- Los símbolos en el camino de la maduración. Incluido en El hombre y sus símbolos. Barcelona: Paidos. 2023. ISBN 978-84-493-4070-3.
- Complejo, arquetipo y símbolo en la psicología de Carl Gustav Jung. Madrid: Editorial Sirena de los vientos. 2019. ISBN 978-84-88540-14-0.
- Paracelso. Textos esenciales. Edición de Jolande Jacobi, introducción de Gerhard Wehr, epílogo de C. G. Jung, traducción Carlos Fortea. El Árbol del Paraíso 24. Madrid: Ediciones Siruela. 2007 [2ª edición]. ISBN 978-84-7844-567-7.
- Complejo, arquetipo y símbolo en la psicología de Carl Gustav Jung. México: Fondo de Cultura Económica. 1983. ISBN 968-16-1292-2.
- La psicología de Carl Gustav Jung. Segunda edición corregida y aumentada. Madrid: Espasa-Calpe. 1963.

- Datos: Q88022